# Storia della FIFA Confederations Cup
La presente voce tratta la storia della FIFA Confederations Cup, competizione calcistica riservata alle Nazionali e nata nel 1992 con il nome di Coppa Re Fahd (in onore dell'allora sovrano saudita che organizzò il torneo con l'appoggio della federazione del suo paese). L'attuale denominazione è stata assunta nel 1997, quando la FIFA ha assunto il patrocinio del torneo.

## Prima della nascita del torneo

### Le competizioni precedenti
L'idea di una competizione che mettesse di fronte le migliori squadre del panorama calcistico europeo e sudamericano era sorta già ai tempi della Coppa Intercontinentale, manifestazione nata nel 1960. Il dirigente italiano Artemio Franchi, presidente dell'UEFA e vicepresidente della FIFA, iniziò a stendere un progetto in tal senso negli anni '80. Dopo la sua morte, avvenuta nel 1983, nacque così la Coppa Artemio Franchi, intitolata a lui come tributo alla memoria.
La prima edizione del torneo si disputò il 21 agosto 1985, con la Francia campione d'Europa a sfidare l'Uruguay detentore della Copa América. A Parigi, i transalpini si imposero per 2-0. L'unica altra occasione in cui la coppa ebbe luogo fu il 24 febbraio 1993: a Mar del Plata, l'Argentina (campione del Sudamerica) piegò ai rigori la Danimarca (vincitrice dell'Europeo). Competizioni simili ma rivolte alle altre confederazioni furono la Coppa delle nazioni afro-asiatiche (disputata dal 1978 al 2007) e la AFC-OFC Challenge Cup (tenutasi nel 2001 e nel 2003).

### La Coppa Re Fahd e le prime due edizioni (1992-1995)
Un torneo ante litteram vide la luce nell'ottobre 1992, quando il re dell'Arabia Saudita invitò nel proprio paese alcune tra le migliori Nazionali dell'epoca per disputare un quadrangolare. Oltre ai padroni di casa (campioni d'Asia nel 1988) furono presenti l'Argentina, la Costa d'Avorio e gli Stati Uniti: ciascuna di esse si era imposta nel rispettivo campionato continentale. Tutte le partite si disputarono in un unico stadio, nell'arco di 5 giorni. Le semifinali videro gli argentini imporsi per 4-0 contro gli africani, mentre i sauditi batterono 3-0 gli statunitensi. La finale fu vinta dall'Albiceleste, che sconfisse per 3-1 gli arabi; gli Stati Uniti ottennero il terzo posto, grazie al 5-2 contro gli ivoriani.
La manifestazione venne replicata nel 1995, stavolta con la presenza di 6 squadre: l'Arabia ospitò nuovamente il torneo, cui presero parte anche i sudamericani, mentre si aggiunsero la Danimarca, la Nigeria, il Messico e il Giappone. Per la seconda volta consecutiva, fu privilegiata la vittoria del titolo continentale. Le formazioni si ritrovarono divise in due gruppi triangolari, vinti rispettivamente dagli scandinavi e dai biancazzurri. I danesi portarono a casa il trofeo, vincendo la finale con il risultato di 2-0. La medaglia di bronzo toccò ai messicani, prevalsi ai rigori sulle Aquile nigeriane.

## Il patrocinio della FIFA
Nel 1997, la FIFA acquisì ufficialmente il patrocinio della competizione ribattezzandola con il nome attuale. Il numero delle partecipanti fu allargato stabilmente ad otto, includendo sempre i campioni delle varie federazioni. I tornei del 1992 e 1995 furono riconosciuti, de iure, ufficiali. La terza edizione, in programma nel dicembre 1997, si disputò ancora in terra araba. Vi presero parte: Brasile (campione mondiale nel 1994), Uruguay, Messico, Sudafrica (riapparso sulla scena internazionale dopo la lunga squalifica per l'apartheid), Repubblica Ceca (in sostituzione della rinunciataria Germania, campione d'Europa nel 1996 contro gli stessi cechi), Australia, Arabia Saudita ed Emirati.

### Il ciclo a cadenza biennale (1997-2003)
Il massimo ente del calcio internazionale stabilì le regole che sarebbero rimaste in vigore fino all'ultima edizione: due gironi da 4 squadre ciascuno e semifinali incrociate. I brasiliani, trascinati principalmente da Romário e Ronaldo, vinsero il primo gruppo davanti ai Cangaroos; nel secondo l'Uruguay totalizzò bottino pieno, con la Repubblica Ceca qualificata alle sue spalle. In semifinale i verdeoro ebbero vita facile a sbarazzarsi dei cechi, mentre gli oceanici - a sorpresa - piegarono i platensi con un gol nei supplementari. La finale fu appannaggio del Brasile, che ritrovò l'Australia travolgendola per 6-0: proprio i suoi assi realizzarono tutte le reti, marcando una tripletta a testa.
Nel 1999 toccò invece alla Francia declinare la partecipazione, con la Germania invitata al suo posto (essendo i tedeschi ancora campioni del vecchio continente). I transalpini avrebbero partecipato in qualità di campioni del mondo, carica "passata" quindi al Brasile finalista. Si registrarono poi gli esordi di Bolivia, Egitto e Nuova Zelanda, oltre alle conferme di Stati Uniti, Messico (paese organizzatore) e dei sauditi. Nel girone A furono queste ultime a qualificarsi, eliminando i boliviani e i Faraoni; nell'altro raggruppamento trionfarono i carioca e gli statunitensi, con i tedeschi e gli All Whites subito estromessi. L'edizione segnò la prima vittoria della nazione di casa, allorché la Tricolor fu capace di battere dapprima gli americani e in seguito il Brasile. L'albo si arricchì di un nuovo nome nel 2001, quando l'evento fu ospitato da Giappone e Corea del Sud: gli stessi paesi organizzarono poi il Mondiale 2002. Sia i coreani che i nipponici erano alla prima partecipazione, al pari di Camerun e Canada. A vincere fu infatti la Francia, presente in quanto campione d'Europa nel 2000. I Blues debuttarono con un 5-0 ai danni della Corea, per poi perdere (non senza sorpresa) con l'Australia: il passaggio del turno fu conquistato tramite un'altra larga vittoria, il 4-0 contro il Messico. Gli oceanici strapparono il secondo posto per differenza reti, avendo subìto meno gol degli asiatici. Il Giappone vinse invece l'altro gruppo, precedendo i brasiliani, per poi battere in semifinale la rappresentativa del nuovo continente. I transalpini accedettero alla finale grazie al 2-1 contro i verdeoro, mentre la rete che mandò knock-out i Blue Samurai fu realizzata da Vieira.
La Francia risultò la prima squadra a bissare il successo, nell'edizione casalinga del 2003. La fama di quest'ultimo torneo è però legata ad un fatto tragico, ovvero la morte in campo del camerunense Marc-Vivien Foé. Il ventottenne centrocampista perse la vita durante la semifinale tra la sua squadra e la Colombia, a causa di un attacco cardiaco. Sul campo, la partita terminò con la vittoria degli africani per 1-0; i Leoni Indomabili avevano già vinto il loro girone davanti alla Turchia, invitata per le rinunce di Italia e Germania (finaliste perdenti dell'Europeo 2000 e del Mondiale 2002). La formazione del Bosforo si arrese invece alla Francia, prima nel proprio raggruppamento davanti ai Cafeteros. L'atto conclusivo, andato in scena 3 giorni dopo la morte di Foe, vide i Galletti battere un Camerun ancora sotto shock per la tragedia.

### Il ciclo a cadenza quadriennale (2005-2017)

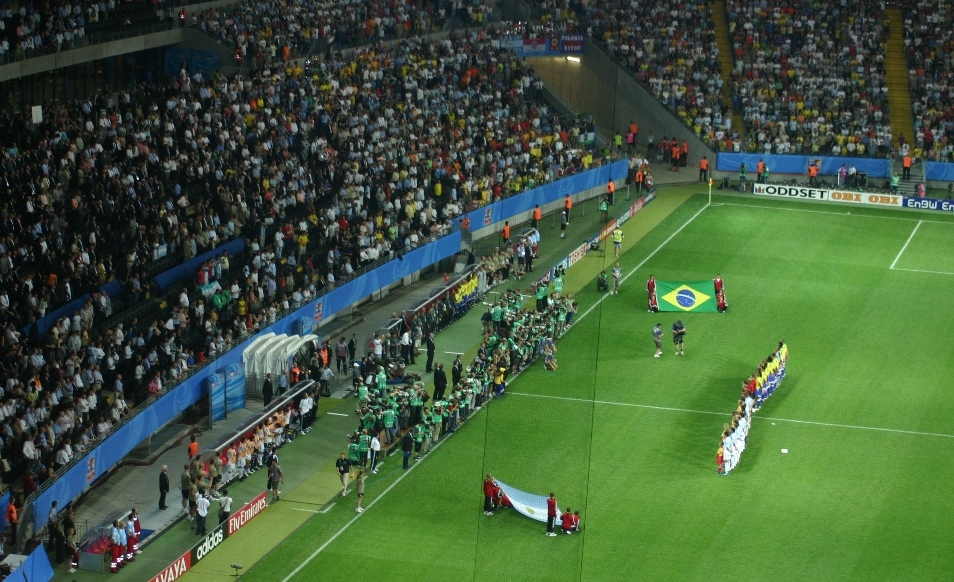
Brasile e Argentina prima del fischio d'inizio della finale del 2005.

A causa delle polemiche sorte dopo l'evento, la FIFA prese la decisione di rimettere mano al regolamento del torneo: fu criticato in particolare il calendario troppo affollato, situazione che metteva a rischio la salute degli atleti. La Confederations Cup fu così ritoccata, prevedendo un distacco quadriennale tra ciascuna edizione; il paese ospitante coincide con quello in cui si terranno i Mondiali l'anno seguente, rendendo - di fatto - la coppa una prova generale della rassegna iridata. Tali modifiche vennero apportate nel 2004, durante un meeting della FIFA: nella medesima occasione, si stabilì inoltre che le rappresentanti europea e sudamericana hanno la facoltà di rifiutare la partecipazione.
Nel 2005 andò quindi in scena la prima Confederations Cup con la nuova formula, ospitata dalla Germania. La Mannschaft superò il primo girone assieme all'Argentina, tagliando fuori l'Australia e la debuttante Tunisia. Dal gruppo B emersero come qualificate il Brasile e il Messico, che fecero fuori il Giappone e l'esordiente Grecia. Il valore aggiunto dei verdeoro si dimostrò Adriano, che mise a segno due doppiette contro i padroni di casa e gli argentini: il Brasile vinse le rispettive gare per 3-2 e 4-1, aggiudicandosi la manifestazione. Ai tedeschi toccò la piazza d'onore, con i centramericani classificati al quarto posto.
Il triennio successivo vide la qualificazione di tre squadre che, fin lì, non erano mai apparse nel torneo. L'Italia vinse i Mondiali 2006, mentre l'Iraq fece suo il titolo asiatico nel 2007 e la Spagna si laureò miglior squadra d'Europa nel 2008. Il lotto fu completato dai brasiliani campioni uscenti (vincitori della Copa América nel 2007), dalla Nuova Zelanda (campione d'Oceania nel 2008), dal Sudafrica ospitante, dall'Egitto e dagli Stati Uniti. Le Furie Rosse conquistarono agevolmente l'accesso alla semifinale, seguiti dai Bafana Bafana. Il Brasile riportò 3 vittorie su 3, con gli americani qualificati a loro volta per il maggior numero di gol segnati rispetto all'Italia. A sorpresa, la compagine "a stelle e strisce" riuscì a battere gli iberici mentre i verdeoro faticarono più del previsto per mandare al tappeto la squadra di casa. I sudafricani si consolarono con la quarta posizione, dopo aver perso contro gli spagnoli per 3-2. Lo stesso risultato si ebbe nella finale, in cui il Brasile rimontò due gol di svantaggio agli statunitensi e replicò l'affermazione di 4 anni prima.

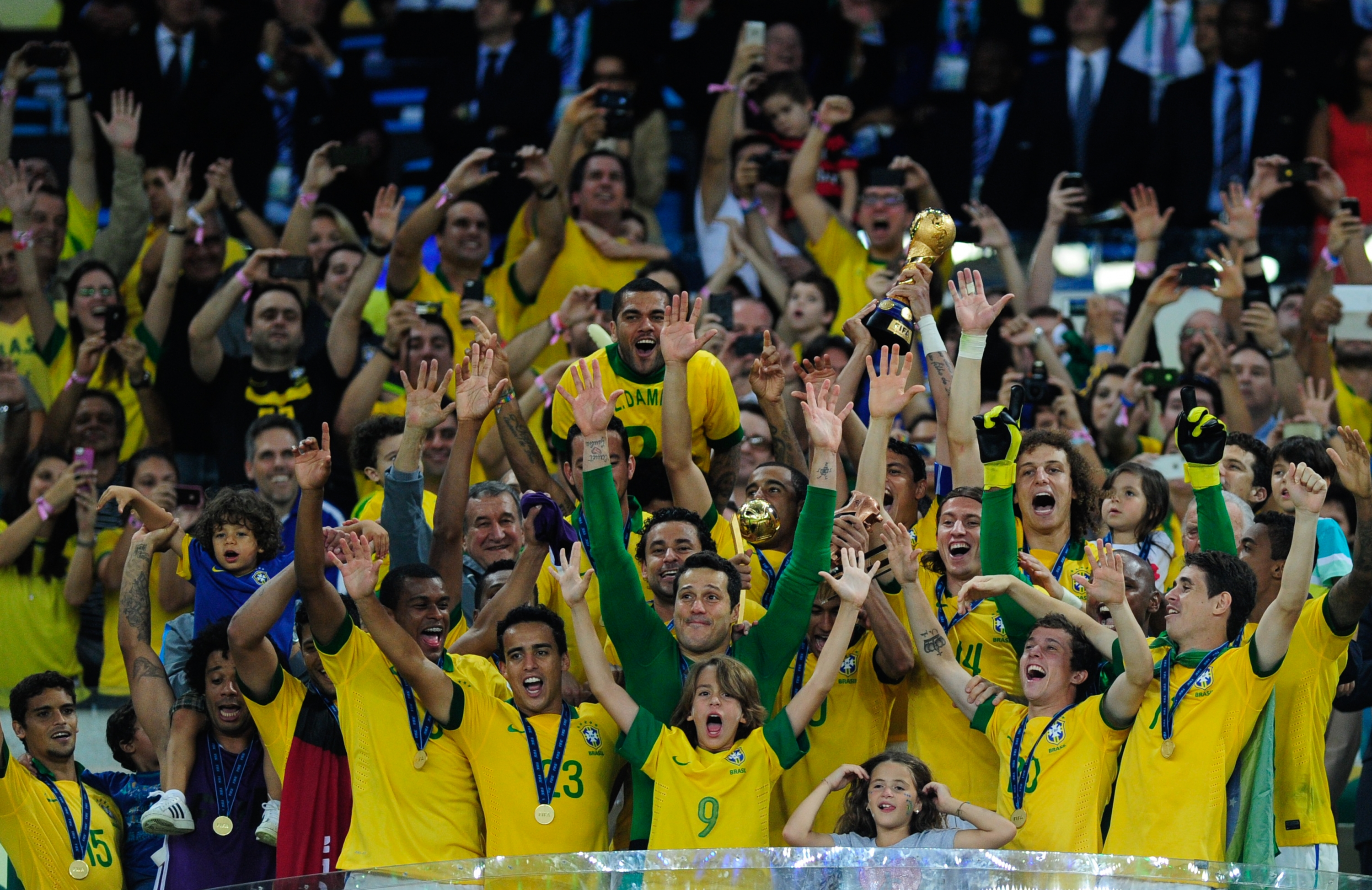
Il Brasile festeggia la vittoria del trofeo nel 2013.

La striscia di successi carioca si allungò ulteriormente nel 2013, facendo dei verdeoro l'unica Nazionale a vincere 3 edizioni consecutive della Confederations Cup. La squadra, che già nel 2009 aveva staccato i francesi in fatto di vittorie (3 a 2), replicò il percorso compiuto in Sudafrica vincendo il torneo senza alcuna battuta d'arresto. Nel girone fu nuovamente fu sconfitta l'Italia, che si qualificò come seconda. Anche la Spagna confermò il buon comportamento del torneo passato, accedendo alla semifinale in compagnia dell'Uruguay. I platensi furono sconfitti per 2-1 dai vicini rivali, con gli iberici che ebbero invece la meglio sugli azzurri soltanto ai rigori. L'Italia superò allo stesso modo la Celeste (3-2 nei supplementari) mentre il Brasile annichilì gli spagnoli per 3-0.

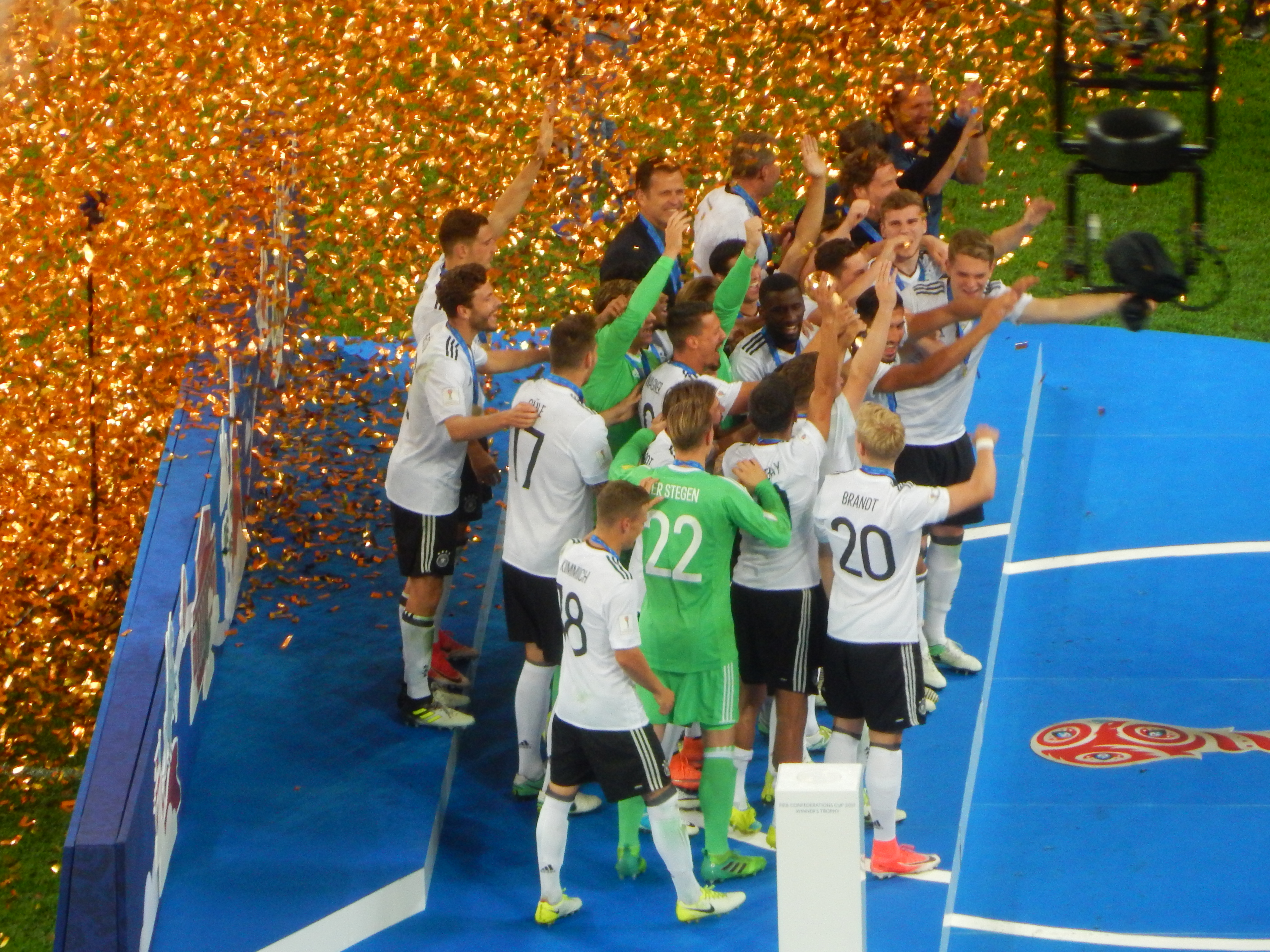
La Germania celebra il trionfo del 2017, nell'ultima edizione del torneo.

La Seleção non fu tuttavia presente nel 2017, in quanto il Mondiale 2014 terminò con un deludente quarto posto: a vincere la rassegna iridata fu infatti la Germania, che tornò a partecipare alla Confederations Cup dopo 12 anni. Le esordienti assolute furono il Cile e il Portogallo, qualificate rispettivamente nel 2015 e 2016: debuttò anche la Russia, cui era stata affidata l'organizzazione dei Mondiali 2018. Poco dopo il sorteggio dei gironi, dalla federazione teutonica giunsero critiche verso il torneo che - nelle parole dei tedeschi - fu giudicato «inutile». In segno di protesta, i campioni del mondo utilizzarono infatti una squadra composta dalle seconde linee e dai giovani. La scelta si rivelò comunque funzionale, poiché la Mannschaft superò senza problemi il girone. Dietro ai tedeschi si qualificò il Cile, che in semifinale sconfisse i lusitani ai rigori. I teutonici piegarono invece il Messico per 3-1, così che la finale risultasse un "replay" dell'incontro già visto nella fase a gironi (terminato 1-1). Il successo di misura (per 1-0) diede alla Germania la prima soddisfazione in Confederations Cup.

### La soppressione (2019)
L'edizione del 2021 avrebbe dovuto disputarsi in Qatar, Paese assegnatario del Mondiale 2022. Tuttavia, le temperature estive eccessivamente alte per il normale svolgimento dell'attività agonistica, indussero la FIFA ad assegnare l'organizzazione del torneo ad un altro membro della confederazione asiatica (AFC).
Successivamente fu presa in considerazione l'ipotesi di abolire la Confederations Cup, sostituendola con una versione allargata del Mondiale per club. Sulla decisione pesò anche il fattore della sovrapposizione con nuovi tornei, tra cui la UEFA Nations League. Nel marzo 2019 la FIFA ufficializzò l'allargamento a 24 squadre del Mondiale per club a partire dal 2021 e contestualmente la soppressione della Confederations Cup.
Ma poi dal 2022, dopo che la pandemia di COVID-19 fece rinviare tutti i tornei continentali dal 2020 al 2021, venne ripristinata la vecchia “Coppa Artemio Franchi” rinominata Coppa dei Campioni CONMEBOL-UEFA che vede sfidarsi la vincitrice del campionato europeo contro la vincitrice della Copa America. Questa competizione di fatto ha sostituito la FIFA Confederations Cup.

## La "maledizione"
La Confederations Cup è stata etichettata come "Coppa maledetta" in quanto la squadra vincitrice del trofeo non è mai riuscita a vincere l'edizione successiva della Coppa del Mondo. Nel 1992 ad aggiudicarsi la Confederations Cup fu l'Argentina, che ai Mondiali 1994 fu eliminata agli ottavi di finale dalla Romania. Nel 1995 la Danimarca vinse la Coppa; ai Campionati mondiali del 1998 i danesi furono eliminati ai quarti dal Brasile. Nel 1997 il Brasile sconfisse l'Australia in finale, mentre ai Mondiali del 1998 la Seleçao fu sconfitta in finale dalla Francia. La Francia arrivò da campione del mondo alla FIFA Confederations Cup 2001, che vinse battendo il Giappone, ma al mondiale del 2002 i Bleus furono eliminati durante la fase a gironi. Cosa analoga accadde nel 2006: la Francia giunse al Mondiale dopo aver vinto la Confederations Cup 2003, il Brasile aveva vinto quella del 2005; ai Mondiali 2006 Francia e Brasile si affrontarono ai quarti, con la vittoria dei primi. La Francia arrivò in finale, dove fu sconfitta dall'Italia ai calci di rigore. Il Brasile si aggiudicò il titolo sia nel 2009 che nel 2013; ai successivi Mondiali del 2010 e 2014 i Carioca furono eliminati, rispettivamente ai quarti e in semifinale. Nel 2017 il trofeo andò alla Germania, campione del Mondo del 2014; i tedeschi furono eliminati nella fase a gironi dei Mondiali 2018.